# Rovine, Ialomița
Rovine este un sat în comuna Reviga din județul Ialomița, Muntenia, România.
Rovine se învecinează cu Cocora, Reviga , Mircea cel Bătrân și Crunti.
Se află la 50 km față de orașul Urziceni și la 45 km de orasul Slobozia.
Satul Rovine a fost colonizat în secolul al-XIX-lea (1895). Inițial s-a numit Rovineisi.